# Sorgmantel
Sorgmantel (Nymphalis antiopa Linné 1758) tillhör familjen praktfjärilar och förekommer i Europa, Asien och Nordamerika. Fjärilen har sammetsbruna vingar med en ljusgul ytterkant och ett band av blå fläckar innanför ytterkanten. Den flyger i juli till september och efter övervintring som fullbildad fjäril också i april till maj.

## Utseende
Sorgmantelns vingspann är mellan 61 och 76 millimeter. Honan och hanen är mycket lika varandra. Ovansidan är mörkbrun. Både bakvingen och framvingen har en bred ljusgul ytterkant och vid framvingens framkant finns ett par ljusgula fläckar. Innanför de ljusgula kanterna finns ett band av himmelsblå fläckar. Den ljusgula färgen bleknar efter övervintring, så på våren är både ytterkanterna och fläckarna vid framkanten vita eller mycket ljust gula. Den bruna färgen kan också efter övervintring se nästan svart ut. Undersidan är mörkbrun och har vita ytterkanter och hela undersidan är något spräcklig.
Larven är gråsvart med långa taggar och en rad med röda prickar på ryggen. Den blir upp till 50 millimeter lång.

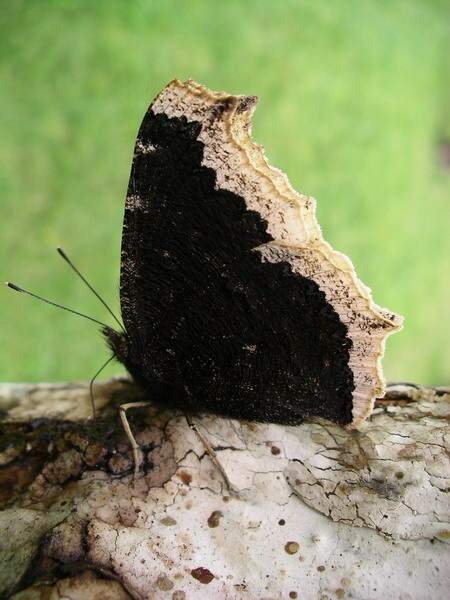
Undersidan på sorgmantel
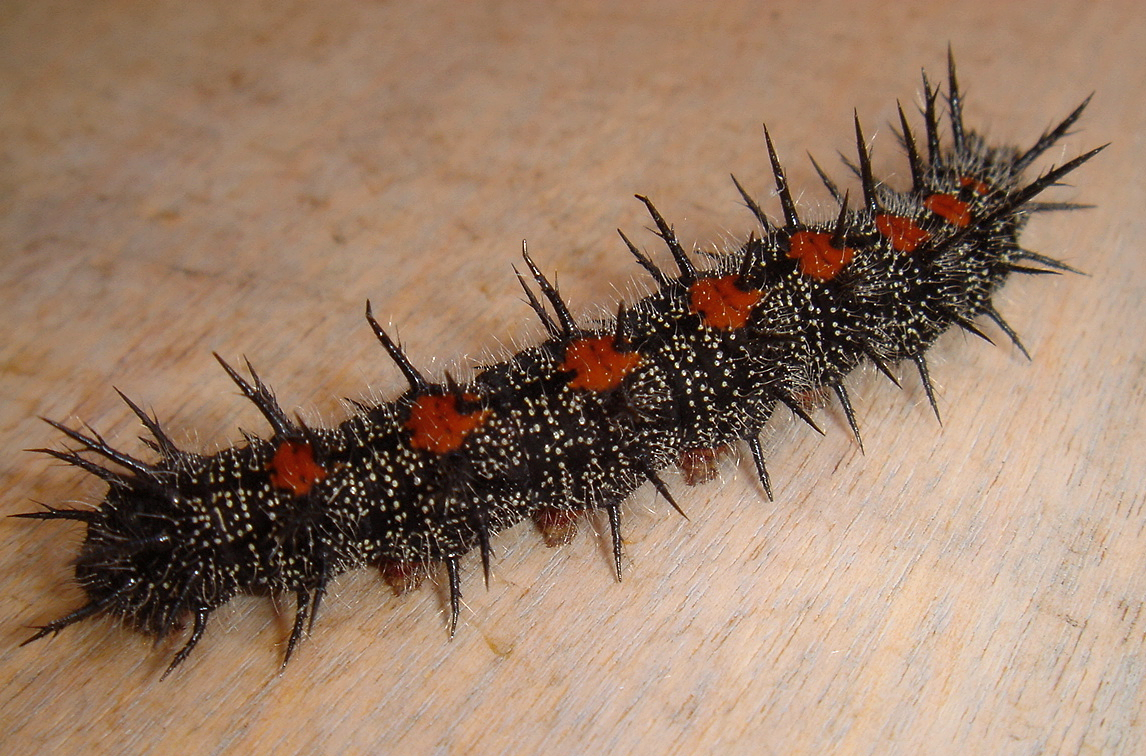
En sorgmantellarv
♂
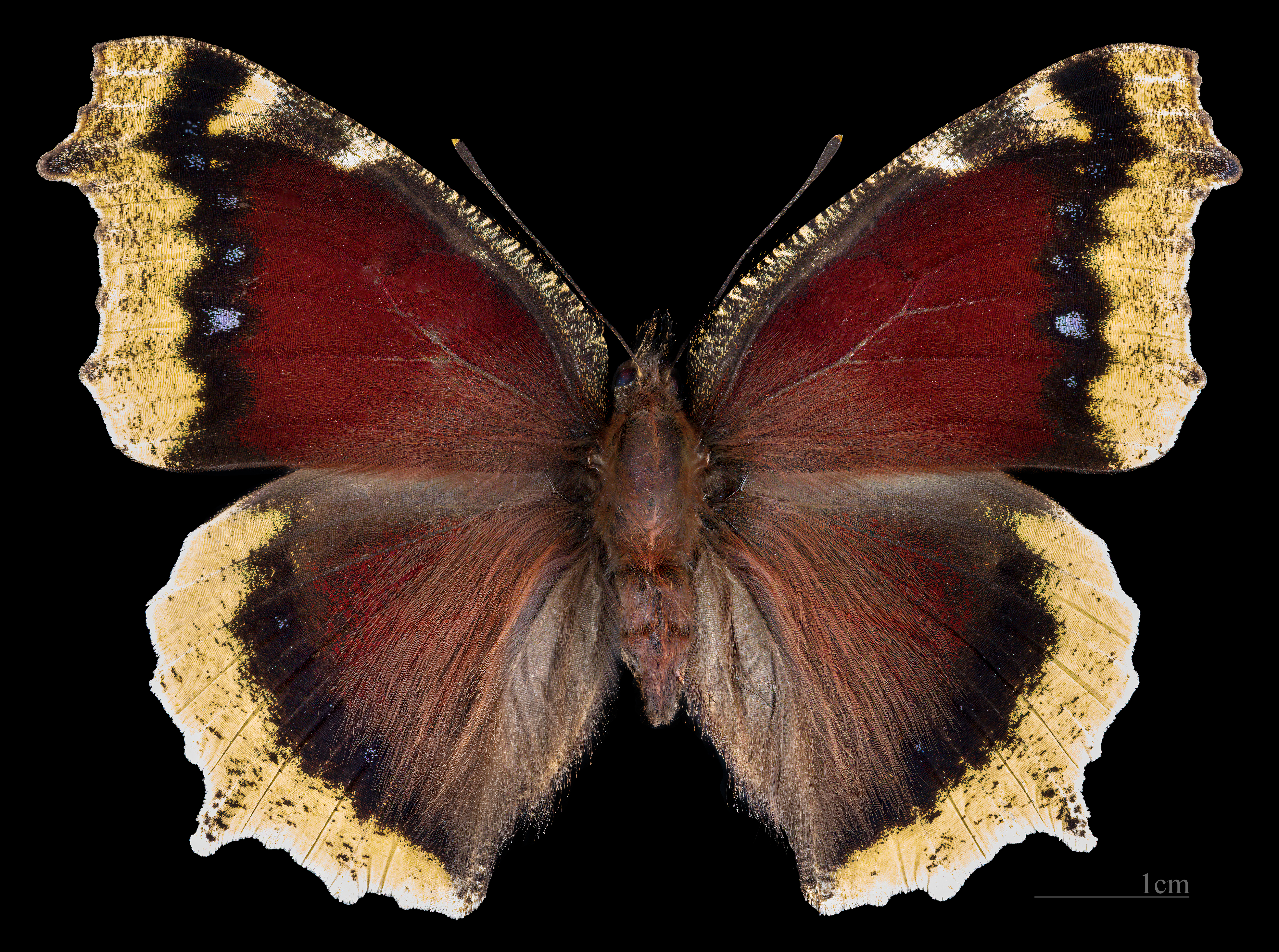
Avvikande form  ♂
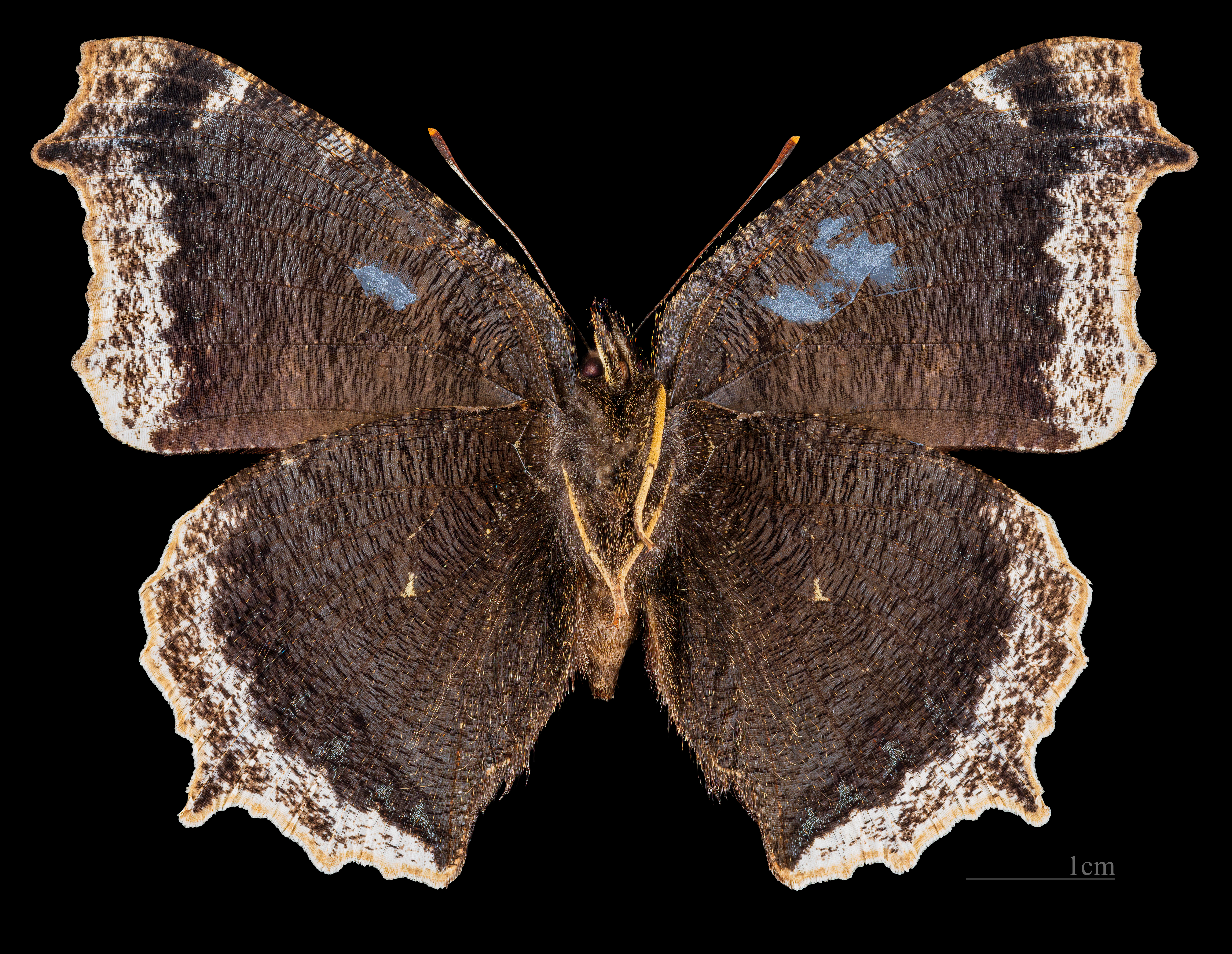
Avvikande form ♂  △

## Utbredning
Sorgmanteln förekommer i hela Sverige och övriga Norden men är tillfällig på Island, i Danmark och i västra Norge. Det globala utbredningsområdet innefattar tempererade delar av Europa, Asien och Nordamerika. I Portugal, Spanien och Frankrike är fjärilen mindre vanlig och mer lokal än i centrala och östra Europa.

## Ekologi

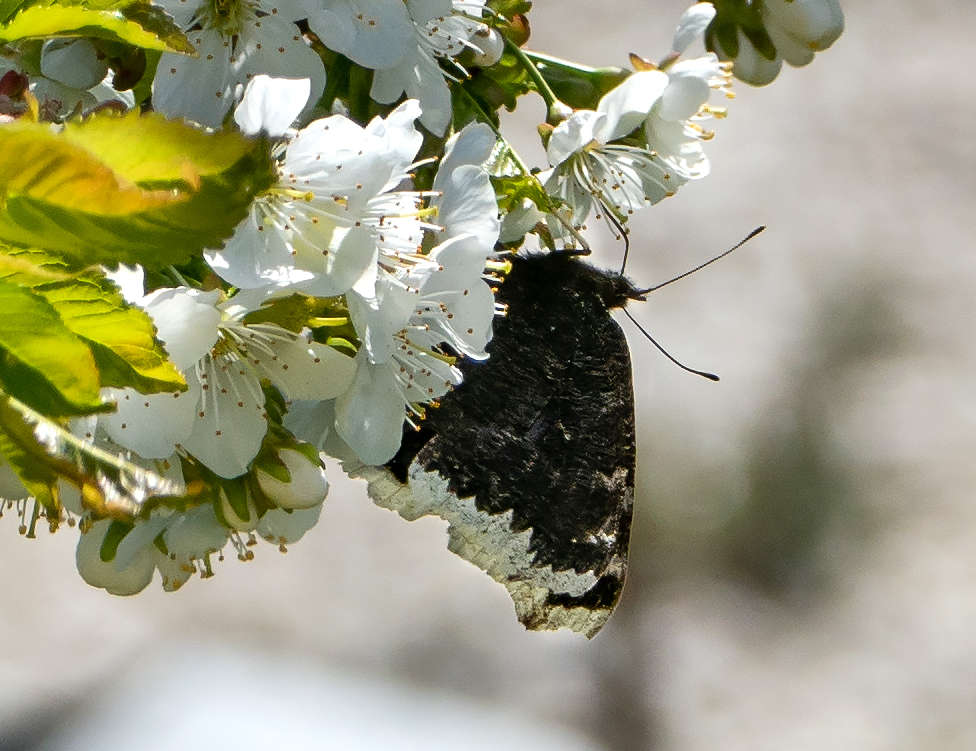
En sorgmantel suger nektar ur blommor på ett surkörsbärsträd.

Sorgmantelns habitat är skogsmarker med öppna ytor men den förekommer även längs kusten.
Värdväxter är olika arter i videsläktet, björksläktet och poppelsläktet, vanligen björk och sälg.
Flygtiden infaller från juli till september och, efter övervintring, i april och maj. Under våren parar sig fjärilarna och honan lägger äggen på trädkvistar ett par meter från marken. Larverna är som hos flera andra praktfjärilar, t.ex. Nässelfjäril och Påfågelöga, sociala och bildar kolonier.
Larven förpuppas efter knappt två månader. Puppstadiet varar två till tre veckor och därefter kläcks den fullbildade fjärilen och en ny flygtid börjar. Fjärilarna äter framför allt sav från träd. Övervintringen sker på bland annat rotvältor och trädstammar.

## Underarter
Sorgmanteln uppvisar generellt mycket liten geografisk variation i utseende, trots sitt stora utbredningsområde. I modernare litteratur har man därför ofta ansett att en indelning i underarter är obefogad. Layberry har emellertid argumenterat för att avskilja hyperborea och lintnerii som separata underarter från den nordamerikanska delen av utbredningsområdet. En del ytterligare underarter omnämns i den äldre litteraturen (t.ex. borealis Wnukovsky 1927, hygiaea Heydenreich 1851, yedanula Frühstorfer 1909), men eftersom deras taxonomiska status är svårbedömd har de inte medtagits nedan.
- Nymphalis antiopa antiopa (Linné, 1758) - förekommer i Europa och Asien. Dess kännetecken beskrivs under Utseende ovan.
- Nymphalis antiopa asopos (Frühstorfer, 1909) - förekommer i Japan.
- Nymphalis antiopa hyperborea (Seitz, 1913) - förekommer i norra Kanada och Alaska. Grundfärgen rödbrunare än hos nominatformen.
- Nymphalis antiopa lintnerii (Fitch, 1857) - förekommer i östra USA. Mörkare än hyperborea, men inte fullt så mörk som Europeiska antiopa.